# 彼岸花はきつねのかんざし
『彼岸花はきつねのかんざし』（ひがんばなはきつねのかんざし）は、日本の小説家朽木祥による児童文学。
本項では、この物語の絵本版である『絵本 彼岸花はきつねのかんざし』についても述べる。

## 概要
物語版は、2008年1月18日に学習研究社より刊行された。絵は、ささめやゆきによる。装丁は、藤田知子による。2009年、第33回日本児童文芸家協会賞を受賞する。同年、で第23回赤い鳥さし絵賞を受賞する。
著者の朽木が、初めてヒロシマをテーマとして扱った作品である。最近の子どもは、原爆や戦争を扱った本は手に取らない、といった話を編集者から聞いていたこともあり、朽木は、何とかして読み進めやすい物語にしようと構想を練った。物語を執筆する上で大切にしたことは、辛さや悲しさを共に感じ、共に苦しむこと、すなわち共感共苦であるとされる。
絵本版は、物語版を絵本にしたもので、2015年8月7日に学研教育出版よりされた。絵は、ささめやゆきによる。

## あらすじ
広島に住んでいる也子は、小学4年生になった。第二次世界大戦が始まっており、戦況は悪化していた。ある日、也子が仲間と一緒に、「たすけ鬼」という遊びに興じていると、警戒警報が発令され、上空にはB-29爆撃機が飛んでいるのが見えた。警報が解除された後、かくれんぼをしていると、也子は、いつの間にかひとりぼっちになってしまっていた。仲間を探して歩き回っているうちに、竹やぶの外れにたどり着き、そこで也子は、1匹の子ぎつねと出くわす。

## 主な登場人物
也子（かのこ）
少女。
健ちゃん
也子の友人。

## 書評
日本子どもの本研究会の鈴木佳代子は、「朽木祥さんの、少しでも読みやすい形で広めたいという気持ちが伝わります。ささめやゆきさんの絵もとても美しく、心に残ります」「字も多く、絵本というよりは読み物であり、内容は少し簡略化されていますが、戦争が引きおこす悲しみと残酷さがとても伝わる本」と評価している。